# Fußball-Europameisterschaft 2008/Türkei
Dieser Artikel behandelt die türkische Nationalmannschaft bei der Fußball-Europameisterschaft 2008.

## Qualifikation

### Spielergebnisse
| Datum              | Spielort            | Gegner                  | Ergebnis  | Torschützen                                                                                                   |
| 6. September 2006  | Frankfurt am Main a | Malta                   | 2:0 (0:0) | 1:0 N. Kahveci (56.), 2:0 T. Metin (77.)                                                                      |
| 7. Oktober 2006    | Budapest            | Ungarn                  | 1:0 (0:0) | 1:0 T. Şanlı (41.)                                                                                            |
| 11. Oktober 2006   | Frankfurt am Main a | Moldau                  | 5:0 (3:0) | 1:0, 2:0, 3:0, 5:0 H. Şükür (35.,37.,43.,73.), 4:0 T. Şanlı                                                   |
| 24. März 2007      | Piräus              | Griechenland            | 4:1 (1:1) | 0:1 S. Kyrgiakos (5.), 1:1 T. Şanlı (27.), 2:1 G. Ünal (55.), 3:1 T. Metin (70.), 4:1 G. Karadeniz (81.)      |
| 28. März 2007      | Frankfurt am Main a | Norwegen                | 2:2 (0:2) | 0:1 S. Brenne (31.), 0:2 M. Andresen (41.), 1:2, 2:2 Hamit Altıntop (72.,89.)                                 |
| 2. Juni 2007       | Sarajevo            | Bosnien und Herzegowina | 2:3 (2:2) | 1:0 H. Şükür (13.), 1:1 Z. Muslimović (27.), 2:1 S. Sarıoğlu (39.), 2:2 E. Džeko (45.), 2:3 A. Čustović (89.) |
| 8. September 2007  | Valletta            | Malta                   | 2:2 (1:1) | 1:0 B. Said (41.), 1:1 H. Altıntop (45.), 2:1 A. Schembri (78.), 2:2 S. Çetin (79.)                           |
| 12. September 2007 | Istanbul            | Ungarn                  | 3:0 (0:0) | 1:0 G. Ünal (68.), 2:0 M. Aurélio (72.), 3:0 Halil Altıntop (90.+3)                                           |
| 13. Oktober 2007   | Chișinău            | Moldau                  | 1:1 (0:1) | 0:1 V. Frunză (11.), 1:1 Ü. Karan (63.)                                                                       |
| 17. Oktober 2007   | Istanbul            | Griechenland            | 0:1 (0:0) | 0:1 I. Amanatidis (79.)                                                                                       |
| 17. November 2007  | Oslo                | Norwegen                | 2:1 (1:1) | 0:1 E. Hagen (12.), 1:1 E. Belözoğlu (31.), 2:1 N. Kahveci (60.)                                              |
| 21. November 2007  | Istanbul            | Bosnien und Herzegowina | 1:0 (1:0) | 1:0 N. Kahveci (43.)                                                                                          |

### Abschlusstabelle
| Pl. | Land                    | Sp. | S  | U | N | Tore    | Punkte |
| --- | ----------------------- | --- | -- | - | - | ------- | ------ |
| 1.  | Griechenland            | 12  | 10 | 1 | 1 | 025:100 | 31     |
| 2.  | Türkei                  | 12  | 7  | 3 | 2 | 025:110 | 24     |
| 3.  | Norwegen                | 12  | 7  | 2 | 3 | 027:110 | 23     |
| 4.  | Bosnien und Herzegowina | 12  | 4  | 1 | 7 | 016:220 | 13     |
| 5.  | Moldau                  | 12  | 3  | 3 | 6 | 012:190 | 12     |
| 6.  | Ungarn                  | 12  | 4  | 0 | 8 | 011:220 | 12     |
| 7.  | Malta                   | 12  | 1  | 2 | 9 | 010:310 | 05     |

Die ersten zwei Mannschaften qualifizieren sich direkt für die EURO 2008.

## Teamselektion
Die Türkei nimmt zum dritten Mal an einer EM-Endrunde teil.
Bei der Berufung des Kaders gab es einige Überraschungen, so wurden Yıldıray Baştürk, Hakan Şükür, Fatih Tekke, İbrahim Toraman, İbrahim Üzülmez, Serdar Özkan, Selçuk Şahin, Gökçek Vederson, Aykut Erçetin, Mehmet Topuz, Ümit Karan, Mehmet Yildiz und Gökhan Ünal nicht von Terim nominiert, obwohl manche Spieler bei der Qualifikation zum Kader gehörten. Die Neulinge im Team sind Colin Kâzım-Richards, der erst ein Länderspiel hat und meist für die türkische U 21 aufgelaufen ist, und Emre Güngör, der noch kein Spiel für die Türkei absolviert hat. Trotz seines Mittelfußbruches wurde auch Hamit Altıntop für das Turnier berufen.
Die meisten Spieler stellt Galatasaray Istanbul (sieben). Der Stadtrivale Fenerbahçe Istanbul stellt fünf Spieler, Beşiktaş Istanbul drei. Als größter Hoffnungsträger gilt Nihat Kahveci von FC Villarreal (Primera División), der seinen Verein mit 18 Toren zur Vizemeisterschaft und der Teilnahme an der UEFA Champions League geschossen hat. Als große Hoffnung zählen auch die anderen Nationalspieler, die in ausländischen Top-Ligen ihr Geld verdienen. Bei den letzten Europameisterschaften 1996 und 2000 war dies nicht so oft der Fall.

## Vorbereitung zur EM
| Dienstag, 20. Mai 2008 20:30, SchücoArena in Bielefeld |   |          |           |
| Türkei                                                 | – | Slowakei | 1:0 (0:0) |
| Sonntag, 25. Mai 2008 20:30, Ruhrstadion in Bochum     |   |          |           |
| Türkei                                                 | – | Uruguay  | 2:3 (1:1) |
| Donnerstag, 29. Mai 2008, 20:30, MSV-Arena in Duisburg |   |          |           |
| Türkei                                                 | – | Finnland | 2:0 (1:0) |

## Türkisches Aufgebot
Fatih Terim gab das vorläufige Aufgebot am 10. Mai 2008 bekannt, aus dem am 28. Mai drei Spieler gestrichen wurden: Halil Altıntop, Yıldıray Baştürk und İbrahim Kaş.
Emre Belözoğlu wurde als Spielführer bestimmt.
| Nr.               | Name                 | Verein vor EM-Beginn | Geburtstag | Spiele   | Tore     |          |          |          |          |
| Torhüter          | Torhüter             | Torhüter             | Torhüter   | Torhüter | Torhüter | Torhüter | Torhüter | Torhüter | Torhüter |
| ----------------- | -------------------- | -------------------- | ---------- | -------- | -------- | -------- | -------- | -------- | -------- |
| 1                 | Rüştü Reçber         | Beşiktaş Istanbul    | 10.05.1973 | 2        | 0        | 0        | 0        | 0        |          |
| 12                | Tolga Zengin         | Trabzonspor          | 10.10.1983 | 0        | 0        | 0        | 0        | 0        |          |
| 23                | Volkan Demirel       | Fenerbahçe Istanbul  | 27.10.1981 | 3        | 0        | 0        | 0        | 1        |          |
| Abwehrspieler     |                      |                      |            |          |          |          |          |          |          |
| 2                 | Servet Çetin         | Galatasaray Istanbul | 17.03.1981 | 3        | 0        | 0        | 0        | 0        |          |
| 3                 | Hakan Balta          | Galatasaray Istanbul | 23.03.1983 | 5        | 0        | 1        | 0        | 0        |          |
| 4                 | Gökhan Zan           | Beşiktaş Istanbul    | 07.09.1981 | 3        | 0        | 1        | 0        | 0        |          |
| 13                | Emre Güngör          | Galatasaray Istanbul | 01.08.1984 | 1        | 0        | 0        | 0        | 0        |          |
| 15                | Emre Aşık            | Ankaraspor           | 13.12.1973 | 4        | 0        | 2        | 0        | 0        |          |
| 16                | Uğur Boral           | Fenerbahçe Istanbul  | 14.04.1982 | 2        | 1        | 1        | 0        | 0        |          |
| 20                | Sabri Sarıoğlu       | Galatasaray Istanbul | 26.07.1984 | 4        | 0        | 2        | 0        | 0        |          |
| Mittelfeldspieler |                      |                      |            |          |          |          |          |          |          |
| 5                 | Emre Belözoğlu       | Newcastle United     | 07.09.1980 | 1        | 0        | 0        | 0        | 0        |          |
| 6                 | Mehmet Topal         | Galatasaray Istanbul | 03.03.1986 | 4        | 0        | 1        | 0        | 0        |          |
| 7                 | Mehmet Aurélio       | Fenerbahçe Istanbul  | 15.12.1977 | 4        | 0        | 2        | 0        | 0        |          |
| 10                | Gökdeniz Karadeniz   | Rubin Kasan          | 11.01.1980 | 4        | 0        | 2        | 0        | 0        |          |
| 11                | Tümer Metin          | AE Larisa            | 14.10.1974 | 2        | 0        | 0        | 0        | 0        |          |
| 14                | Arda Turan           | Galatasaray Istanbul | 30.01.1987 | 3        | 2        | 2        | 0        | 0        |          |
| 18                | Colin Kâzım-Richards | Fenerbahçe Istanbul  | 26.08.1986 | 3        | 0        | 1        | 0        | 0        |          |
| 19                | Ayhan Akman          | Galatasaray Istanbul | 23.02.1977 | 1        | 0        | 0        | 0        | 0        |          |
| 22                | Hamit Altıntop       | FC Bayern München    | 08.12.1982 | 5        | 0        | 0        | 0        | 0        |          |
| Stürmer           |                      |                      |            |          |          |          |          |          |          |
| 8                 | Nihat Kahveci        | FC Villarreal        | 23.11.1979 | 4        | 2        | 0        | 0        | 0        |          |
| 9                 | Semih Şentürk        | Fenerbahçe Istanbul  | 29.04.1983 | 5        | 3        | 1        | 0        | 0        |          |
| 17                | Tuncay Şanlı         | FC Middlesbrough     | 16.01.1982 | 3        | 0        | 0        | 0        | 0        |          |
| 21                | Mevlüt Erdinç        | FC Sochaux           | 25.02.1987 | 2        | 0        | 0        | 0        | 0        |          |
| Trainer           |                      |                      |            |          |          |          |          |          |          |
|                   | Fatih Terim          |                      | 04.09.1953 |          |          |          |          |          |          |

## Quartier der Mannschaft
Die türkische Nationalmannschaft bezog während der EM 2008 ihr Quartier im La Reserve Geneva in Bellevue (Schweiz). Trainiert haben sie im Centre sportif de Colovray in Nyon.

## Spiele der Türkei
Im ersten Spiel gegen Portugal verloren die Rot-Weißen mit 0:2. Im zweiten Spiel gegen den Gastgeber Schweiz lag die Mannschaft 0:1 zurück, durch ein Tor von Semih Şentürk gelang jedoch der Ausgleich zum 1:1. In der letzten Minute der Nachspielzeit schoss Arda Turan das Siegtor und gleichzeitig die Schweiz aus dem Turnier. Im letzten Gruppenspiel gegen die Tschechen gab es erstmals eine besondere Ausgangssituation: Ein Unentschieden hätte zu keiner Entscheidung über die Platzierung beider Mannschaften geführt, da beide Mannschaften dieselbe Tordifferenz und Punktzahl hatten. Es hätte nach 90 Minuten ein Elfmeterschießen gegeben, um zu klären, wer als Zweiter hinter den Portugiesen ins Viertelfinale einzieht. Tschechien führte bis zur 60. Minute mit 2:0. Arda Turan gelang aber das Anschlusstor und ein Fehler von Petr Čech ermöglichte Nihat Kahveci das 2:2 in der 87. Min. Alles sah nach einem Elfmeterschießen aus. Nihat jedoch drehte das Spiel komplett, denn kurz vor Ende der regulären Spielzeit erzielte er noch das Siegtor zum 3:2. Die Türkei war nach 2000 wieder im Viertelfinale. Das Viertelfinale lautete Kroatien – Türkei. Nachdem die reguläre Spielzeit torlos geendet hatte, ging das Spiel in die Verlängerung, die auch lange torlos blieb. Durch einen Fehler von Rüştü Reçber erreichten die Kroaten in der 119. Minute die Führung. Kroatien fühlte sich wie der sichere Sieger, doch aus dem Nichts erzielte Semih Şentürk in der 120. Minute das Ausgleichstor und rettete seine Mannschaft ins Elfmeterschießen. Das Elfmeterschießen entschieden die Türken für sich und waren somit im Halbfinale, der Gegner hieß Deutschland. Trotz einer guten Leistung gegen die Deutschen schieden die Türken mit 2:3 aus dem Turnier aus. Das Erreichen des Halbfinales ist das beste Ergebnis der Türkei bei einer Europameisterschaft.

„… Das Spiel verlief nicht immer nach Plan. Die Türkei hat das Tempo gut variiert und sie sind in der Lage, fantastischen Fußball zu spielen. Wir sind froh, dass wir es überlebt haben …“

### Vorrunde

#### Gruppe A
| Pl.                                                                                           | Land       | Sp. | S | U | N | Tore    | Diff. | Punkte |
| --------------------------------------------------------------------------------------------- | ---------- | --- | - | - | - | ------- | ----- | ------ |
| 1.                                                                                            | Portugal   | 3   | 2 | 0 | 1 | 005:300 | +2    | 06     |
| 2.                                                                                            | Türkei     | 3   | 2 | 0 | 1 | 005:500 | ±0    | 06     |
| 3.                                                                                            | Tschechien | 3   | 1 | 0 | 2 | 004:600 | −2    | 03     |
| 4.                                                                                            | Schweiz    | 3   | 1 | 0 | 2 | 003:300 | ±0    | 03     |
| Für die Platzierung 1 und 2 sowie 3 und 4 ist der direkte Vergleich maßgeblich (siehe Modus). |            |     |   |   |   |         |       |        |

|                                     |   |            |           |
| 7. Juni 2008 um 20:45 Uhr in Genf   |   |            |           |
| Portugal                            | – | Türkei     | 2:0 (0:0) |
| 11. Juni 2008 um 20:45 Uhr in Basel |   |            |           |
| Schweiz                             | – | Türkei     | 1:2 (1:0) |
| 15. Juni 2008 um 20:45 Uhr in Genf  |   |            |           |
| Türkei                              | – | Tschechien | 3:2 (0:1) |

Details siehe Fußball-Europameisterschaft 2008/Gruppe A

### Viertelfinale
|                                             |   |        |                                 |
| Freitag, 20. Juni 2008 um 20:45 Uhr in Wien |   |        |                                 |
| Kroatien                                    | – | Türkei | 1:1 n. V. (0:0, 0:0), 1:3 i. E. |

### Halbfinale
|                                               |   |        |           |
| Mittwoch, 25. Juni 2008 um 20:45 Uhr in Basel |   |        |           |
| Deutschland                                   | – | Türkei | 3:2 (1:1) |

## Trivia
- Türkei gegen Tschechien war das erste Spiel der EM-Geschichte, bei dem es schon in der Vorrunde zu einem Elfmeterschießen hätte kommen können, denn vor der Partie hatten beide Teams eine identische Bilanz von drei Punkten und 2:3 Toren aufgewiesen.
- Nach seiner roten Karte im Vorrundenspiel gegen Tschechien wurde Torhüter Volkan Demirel für 2 Spiele gesperrt.
- Nach der Fußball-Europameisterschaft 2008 haben Rüştü Reçber und Tümer Metin ihren Rücktritt aus der Nationalmannschaft erklärt.
- Das Erreichen des Halbfinals war bisher der größte Erfolg der türkischen Fußballnationalmannschaft bei einer Fußball-Europameisterschaft.